# 소병훈
소병훈(蘇秉勳, 1954년 6월 3일~)은 대한민국의 정치인, 출판인이다. 더불어민주당 소속으로 제20·21·22대 대한민국 국회의원이다.

## 학력
- 1961년~1967년 군산동국민학교 졸업
- 1967년~1970년 전주북중학교 졸업
- 1970년~1973년 전주고등학교 졸업
- 1974년~1980년 성균관대학교 철학과 학사

## 경력
- 1982년~1985년: 도서출판 이삭 설립, 대표
- 1986년: 도서출판 산하 대표
- 1989년~1992년: 서울민주시민운동연합 감사
- 1992년: 전북민주동우회 회장
- 1994년~1997년: (사)남북민간교류협의회 사무총장
- 1996년~1998년: (사)대한출판문화협회 이사
- 1998년: 새천년민주당 창당 준비위원
- 1998년: (주)산하미디어 대표이사
- 2003년~2005년: 열린우리당 국정자문위원
- 2004년: 민주평화국민연대 집행위원 / 대외협력위원장
- 2005년: (사)한강소사이어티 이사장
- 2005년: 민주평화통일자문회의 자문위원
- 2005년: 민주화운동유공자 인정 · 명예회복
- 2007년: 제17대 대통령 선거 대통합민주신당 경기도당 광주시 선거대책위원회 위원장
- 2007년: 제17대 대통령 선거 대통합민주신당 정동영 대통령 후보 문화체육특별보좌관
- 2008년: 군산대학교 겸임교수
- 2010년: 제5회 전국동시지방선거 민주당 경기도당 공천재심위원회 부위원장
- 2011년: 민주당 재난대책특별위원회 위원
- 2011년 9월: 민주당 정책위원회 부의장
- 2012년: 민주당 출판문화진흥특별위원회 위원장
- 2014년: 제6회 전국동시지방선거 새정치민주연합 경기도당 비례대표 공천심사위원회 부위원장
- 2014년: 제6회 전국동시지방선거 새정치민주연합 중앙당 공천재심위원회 위원
- 2014년 11월~2016년 5월: 새정치민주연합→더불어민주당 경기도당 광주시 지역위원회 위원장
- 2015년 2월~2016년 8월: 새정치민주연합→더불어민주당 경기도당 부위원장
- 2015년: 새정치민주연합→더불어민주당 정책위원회 부의장
- 2016년: 더불어민주당 소녀상의 눈물 특위 위원
- 2016년: 더불어민주당 AI(조류인플루엔자) 특위 위원
- 2016년 4월 13일: 대한민국 제20대 국회의원 선거 당선(경기 광주시 갑, 더불어민주당, 초선)
- 2016년 5월~: 더불어민주당 경기도당 광주시 갑 지역위원회 위원장
- 2016년 12월~2018년 9월: 더불어민주당 문화예술특별위원회 위원장
- 2017년 6월~2018년 9월: 더불어민주당 정책위원회 부의장
- 2017년 7월~2018년 9월: 더불어민주당 교육연수원 부원장
- 2018년 9월~2020년 7월: 더불어민주당 제2사무부총장
- 2019년 11월~2020년 4월: 제21대 국회의원 선거 더불어민주당 총선기획단 국민참여분과장
- 2020년 4월 15일: 대한민국 제21대 국회의원 선거 당선(경기 광주시 갑, 더불어민주당, 재선)
- 2023년 2월~: 더불어민주당 기본사회위원회 부위원장
- 2024년 4월 10일: 대한민국 제22대 국회의원 선거 당선(경기 광주시 갑, 더불어민주당, 3선)
- 2024년 10월~: 더불어민주당 당무감사원 원장
- 2025년 4월~: 더불어민주당 회복과성장을위한정년연장특별위원회 위원장

### 의정 활동
- 2016년 5월 30일~2020년 5월 29일: 제20대 국회의원(경기 광주시 갑, 더불어민주당, 초선)
  - 2016년 6월~2017년 7월: 제20대 국회 전반기 안전행정위원회 위원
  - 2017년 6월~2018년 5월: 제20대 국회 전반기 예산결산특별위원회 위원
  - 2017년 7월~2018년 5월: 제20대 국회 전반기 행정안전위원회 위원
  - 2018년 7월~2020년 5월: 제20대 국회 후반기 문화체육관광위원회 위원
  - 2018년 9월~2018년 10월: 제20대 국회 헌법재판소 재판관(김기영·이영진) 선출에 관한 인사청문특별위원회 위원
  - 2018년 12월~2020년 5월: 제20대 국회 공공부문 채용비리 의혹과 관련된 국정조사특별위원회 위원
  - 2019년 8월: 제20대 국회 사법개혁특별위원회 위원
- 2020년 5월 30일~2024년 5월 29일: 제21대 국회의원(경기 광주시 갑, 더불어민주당, 재선)
  - 2020년 6월~2022년 5월: 제21대 국회 전반기 국토교통위원회 위원
  - 2022년 7월~2024년 5월: 제21대 국회 후반기 농림축산식품해양수산위원회 위원장
- 2024년 5월 30일~ 제22대 국회의원(경기 광주시 갑, 더불어민주당, 3선)
  - 2024년 6월~: 제22대 국회 전반기 보건복지위원회 위원
  - 2024년 12월~2024년 12월: 제22대 국회 대법관(마용주) 임명동의에 관한 인사청문 특별위원회 위원

## 전과
- 교통사고처리특례법위반, 도로교통법위반: 벌금 1,500,000원 - 1994년 5월 21일 선고[1]
- 도로교통법위반(음주측정거부): 벌금 3,000,000원 - 2009년 5월 22일 선고[1]

## 논란

### 다주택으로 부동산투기하는 사람은 범죄자 발언
국토교통부를 대상으로 한 업무보고 과정에서 다주택자로 부동산투기하는 자들을 가리켜 범죄자로 다스려야 한다고 발언하여 논란이 되었다. 해당 발언이‘다주택으로 투기하는 자는 범죄자’라는 제목으로 여러 언론에 보도되면서 정치권과 온라인에서 "전국의 주택 거래자를 절도범으로 만들었다" "온 국민을 범죄자로 만들려고 하는 거냐”는 비난이 일자 그런말을 한 적이 없고 투기꾼들을 형사범으로 처벌해야 한다는 발언을 한 것으로 문제가 없다고 해명하였다. 실제 회의록을 확인한 결과 전문은 다음과 같다
소병훈 의원=1기 신도시가. 그럼 지금 법인 임대사업자가 소유하는 게 몇 채 정도입니까
국토부 1차관=아파트, 비아파트 합쳐서 모두 약 160만채 정도.
소병훈 의원=그러면 거기에서 그 법인이 가지고 있거나 1가구 2주택으로 가지고 있는 사람이 신도시 다섯개를 만들 수 있는 걸 가지고 있습니다. 지금. 그리고 저는, 집을 사고팔면서 거기에서 차익을 남기려고 하는 사람들은 저는 지금 범죄자로 다스려야 한다고 봅니다. 범죄. 이게 헌법에 위반되지만 않는다면 법을 만들어서라도, 범죄자로, 형사범으로 다뤄야 한다. 이건 국민행복권을, 국민들이 주택을 갖고 싶은데, 국민의 집을 갖고 싶은 행복권을 뺏어간 도둑들입니다. 도둑들. 거기에 대한 법도 좀 준비하세요. 세금으로 하지 마시고, 형사범으로, 헌법 위반입니다 그게. 국민행복추구권을 막는 사람들.
미래통합당 최형두 원내대변인은 전날 논평에서 "집을 사고 팔면서 차익을 남기고 싶지 않은 사람도 있나"라며 "전국의 주택 거래자를 절도범으로 만들었다"고 했다.
황규환 미래통합당 부대변인은 소 의원 역시 가족과 공동명의로 여러 부동산을 소유하고 있다는 점도 지적했다. 그는 "올해 3월 국회 공보에 게재된 재산 신고 내역을 보면 소 의원도 주택만 한 채일 뿐, 딸들과 본인 공동 명의의 건물, 배우자 명의의 임야 4건 등을 갖고 있다"며 "주택만 아니면 괜찮다는 것인가, 아니면 자신들이 하면 정당한 재산 소유이고 남들이 하면 투기라는 특유의 '내로남불'인가"라고 했다.

### 친중 행보
자신의 페이스북에 "문재인 대통령이 귀국길에 중국에 들러 한미정상회담에 대해 설명해주면 좋을 것"이라는 내용을 남겨 속국 논란이 빚어지자 삭제했다.

### 홍익인간삭제 추진
현행 교육기본법 제 2조(교육이념)는 “교육은 홍익인간(弘益人間)의 이념 아래 모든 국민으로 하여금 인격을 도야(陶冶)하고 자주적 생활능력과 민주시민으로서 필요한 자질을 갖추게 함으로써 인간다운 삶을 영위하게 하고 민주국가의 발전과 인류공영(人類共榮)의 이상을 실현하는 데에 이바지하게 함을 목적으로 한다.”로 명시된 것을 “교육은 모든 시민으로 하여금 자유와 평등을 지향하는 민주시민으로서 사회통합 및 민주국가의 발전에 이바지할 수 있도록 함을 목적으로 한다”로 개정하는 법률안이다.

## 수상내역
- 2016년 더불어민주당 국정감사 우수의원
- 2016년 제4회 국회의원 아름다운 말 선플상
- 1998년 어린이날 보건복지부장관 표창
- 1998년 책의날 문화체육관광부장관 표창

## 역대 선거 결과
|  | 27.26% |

|  | 45.66% |

|  | 51.52% |

|  | 56.14% |

|  | 56.33% |

## 소속 정당
| 소속 정당 | 소속 정당      | 소속 기간 | 비고      |
| --------- | -------------- | --------- | --------- |
|           | 새천년민주당   | 2000~2003 | 정계 입문 |
|           | 무소속         | 2003      | 탈당      |
|           | 열린우리당     | 2003~2007 | 창당      |
|           | 대통합민주신당 | 2007~2008 | 합당      |
|           | 통합민주당     | 2008      | 합당      |
|           | 민주당         | 2008~2011 | 당명 변경 |
|           | 민주통합당     | 2011~2013 | 합당      |
|           | 민주당         | 2013~2014 | 당명 변경 |
|           | 새정치민주연합 | 2014~2015 | 합당      |
|           | 더불어민주당   | 2015~현재 | 당명 변경 |

## 같이 보기
- 경기 광주시의 국회의원
- 광주시 갑